# Gornji Davidovići
Pour les articles homonymes, voir Davidovici (homonymie).
Gornji Davidovići (en serbe cyrillique : Горњи Давидовићи) est un village de Bosnie-Herzégovine. Il est situé dans la municipalité de Bileća et dans la république serbe de Bosnie. Selon les premiers résultats du recensement bosnien de 2013, il compte 19 habitants.

## Démographie

### Évolution historique de la population dans la localité
| 1948 | 1953 | 1961 | 1971 | 1981 | 1991 | 2013 |
| ---- | ---- | ---- | ---- | ---- | ---- | ---- |
| -    | -    | 161  | 105  | 42   | 27,  | 19   |

|  |